# Сборная Никарагуа по футболу
Сборная Никарагуа по футболу (исп. Selección de fútbol de Nicaragua) — представляет Никарагуа на международных футбольных турнирах и в товарищеских матчах. Управляющая организация — Никарагуанская федерация футбола. Является членом ФИФА (с 1950 года), КОНКАКАФ (с 1968 года) и ЦАФС.

## История
Сборная Никарагуа является одной из слабейших сборных Центральной Америки наряду с Белизом. «Сине-белые» ни разу не участвовали на чемпионатах мира, а единственным их достижением является участие в финальной части Золотого кубка КОНКАКАФ в 2009 году, где они заняли последнее место в своей группе, уступив сборным Панамы, Гваделупы и Мексики с общим счётом 0:8.

## Чемпионат мира
- 1930 — 1990 — не принимала участия
- 1994 — 2022 — не прошла квалификацию

## Золотой кубок КОНКАКАФ
Чемпионат наций КОНКАКАФ
- 1963 — групповой раунд, 1-й этап
- 1965 — не прошла квалификацию
- 1967 — 6-е место в групповом раунде
- 1969 — не принимала участия
- 1971 — не прошла квалификацию
- 1973 — не прошла квалификацию
- 1977 — 1989 — не принимала участия

Золотой кубок КОНКАКАФ
- 1991 — 2007 — не прошла квалификацию
- 2009 — групповой раунд
- 2011 — 2015 — не прошла квалификацию
- 2017 — групповой раунд
- 2019 — групповой раунд
- 2023 — дисквалификация[2]

## Центральноамериканский кубок
Кубок наций Центральной Америки
- 1991 — 1995 — не прошла квалификацию
- 1997 — групповой раунд
- 1999 — групповой раунд, 1-й этап
- 2001 — групповой раунд, 1-й этап
- 2003 — 6-е место в групповом раунде
- 2005 — групповой раунд
- 2007 — 6-е место
- 2009 — 5-е место

Центральноамериканский кубок
- 2011 — 6-е место
- 2013 — групповой раунд
- 2014 — 6-е место
- 2017 — 5-е место